# My Way
My Way – utwór z 1968 roku, będący anglojęzyczną adaptacją francuskojęzycznej piosenki „Comme d’habitude” z 1967 roku, skomponowanej przez Jacques’a Revaux i napisanej przez Gilles’a Thibaut oraz Claude’a François. Autorem słów w języku angielskim jest Paul Anka, a pierwszym wykonawcą utworu i zarazem tym, który go najbardziej spopularyzował został Frank Sinatra – w 1968 roku nagrał on, a w następnym roku wydał piosenkę „My Way” zarówno w postaci singla, jak i na albumie studyjnym, noszącym tę samą nazwę co piosenka. Utwór później doczekał się licznych coverów autorstwa m.in. Elvisa Presleya i Sida Viciousa.

## Historia wersji Franka Sinatry
Utwór „My Way” wywodzi się z francuskojęzycznej, powstałej w 1967 roku piosenki „Comme d’habitude” (w tłum. na j. pol. „Jak zwykle)”, do której muzykę stworzył Jacques Revaux zaś tekst, opowiadający o dwojgu ludzi, których relacja uczuciowa rozpada się z powodu nudy codziennego życia, napisali Gilles Thibaut i Claude François, który później także wykonywał tę piosenkę. W listopadzie 1967 roku Claude François wydał „Comme d’habitude” w formie singla winyl 7” z utworami „L’homme au traîneau” i „La plus belle chose du monde” na stronie B, zaś w lutym 1968 roku piosenka stała się hitem we Francji, dochodząc do trzeciego miejsca tamtejszej listy przebojów.
W latach 60. XX wieku częstym zjawiskiem było przepisywanie europejskich hitów muzycznych z anglojęzycznymi tekstami i wydawanie ich później na lukratywnych rynkach w Stanach Zjednoczonych i Wielkiej Brytanii, a wśród trudniących się takim zajęciem znajdował się wówczas młody brytyjski piosenkarz David Bowie. Zanim w 1969 roku stworzył swój pierwszy przebój „Space Oddity”, Bowie postanowił jako pierwszy napisać anglojęzyczne słowa do „Comme d’habitude”. Nowo powstała piosenka, zatytułowana „Even a Fool Learns to Love” oraz poruszająca tematykę relacji międzyludzkich, została jednak uznana przez wydawcę Bowiego za nierobiącą wrażenia i nigdy nie doczekała się wydania.
W 1968 roku, podczas wakacyjnego pobytu na południu Francji, piosenkę „Comme d’habitude” usłyszał w radiu kanadyjski piosenkarz Paul Anka i uległ oczarowaniu jej melodią – jak sam po latach powiedział, „poczuł, że jest w tym coś innego”. Następnie Anka udał się do Paryża, aby nabyć od wydawców „Comme d’habitude” prawa do adaptacji, nagrania i publikacji piosenki, co dzięki swoim zdolnościom negocjacyjnym udało mu się dokonać za kwotę jednego dolara. Po powrocie do domu Anka przez kilka miesięcy rozważał nad wykorzystaniem swojego nowego nabytku, aż pewnego wieczoru, podczas pobytu w Miami, zadzwonił do niego jego znajomy, amerykański piosenkarz i aktor Frank Sinatra, który także przebywał wówczas w tym florydzkim mieście, gdzie kręcił film Kobieta w cemencie, i zaprosił go na kolację. W trakcie kolacji zmagający się ówcześnie z problemami natury zawodowej i osobistej Sinatra wyjawił Paulowi Ance, że chce odejść z show biznesu. Deklaracja Sinatry sprawiła, że Anka po powrocie do swojego nowojorskiego mieszkania zaczął pracować nad przekształceniem pozyskanej niedawno temu francuskiej piosenki. Anka zaczął czytać wywiady prasowe z Sinatrą, aby lepiej poczuć jego sposób wypowiadania się. Jak sam wspominał:

O pierwszej w nocy usiadłem przy starej elektrycznej maszynie do pisania IBM i pomyślałem: „Gdyby Frank to pisał, to co by powiedział?”. I zacząłem metaforycznie: „A teraz koniec jest bliski”. Przeczytałem wiele czasopism i zauważyłem, że wszystko tam było w stylu „moje to” i „moje tamto”. Należeliśmy do „pokolenia ja”, a Frank stał się dla mnie tym gościem, którego mogłem wykorzystać, żeby to powiedzieć. Użyłem słów, których normalnie nigdy bym nie użył: „Zjadłem to i wyplułem”. Ale on tak właśnie mówił. Kiedyś bywałem w łaźniach parowych z chłopakami z Rat Pack – lubili rozmawiać jak kolesie z mafii, mimo że baliby się własnego cienia.

W innych wspomnieniach Anka tak z kolei opisywał proces przerabiania utworu:

To był dla mnie duchowy moment. Wiedziałem, że to było całkowicie inne niż wszystko to, co kiedykolwiek napisałem. Pisałem to w pewnym sensie metaforycznie, mając [Franka] na myśli, ponieważ wzruszył mnie fakt, że odchodzi. Więc napisałem to tak, jakby to on to pisał.

Tekst piosenki zmienił się z opowieści o umierającej miłości w historię człowieka ciepło wspominającego życie, które przeżył na własnych warunkach. Paul Anka skończył utwór o piątej rano. Po wszystkim zadzwonił do Franka Sinatry, który akurat przebywał w hotelu i kasynie Caesars Palace w Las Vegas i powiedział, że ma dla niego „coś wyjątkowego” (po latach mówił, że w swojej bogatej karierze autora piosenek to był jedyny raz, kiedy był pewien, że napisał przebój). Gdy następnej nocy Anka poleciał do Las Vegas, usłyszał od Sinatry: „Dzieciaku, uwielbiam to”. Kierownictwo wytwórni muzycznej, z którą Paul Anka współpracował, z wściekłością przyjęło fakt niezachowania przez Ankę piosenki dla siebie, na co piosenkarz, jak później twierdził, powiedział: „Hej, mogłem to napisać, ale nie jestem tym gościem, który to zaśpiewa. To było dla Franka, dla nikogo innego.”.
Frank Sinatra nagrał ostatecznie zatytułowaną „My Way” piosenkę 30 grudnia 1968 roku w studiu Western Records w Los Angeles. Zadzwonił wówczas ze studia do Paula Anki i puścił mu przez słuchawkę gotowe nagranie tak, aby je pierwszy raz usłyszał. Anka później twierdził, że po usłyszeniu nagrania „zaczął płakać, bo jego życie się zmieniło”. W marcu 1969 roku utwór „My Way” został wydany w postaci singla winyl 7” z utworem „Blue Lace” na stronie B, ponadto do sprzedaży trafił też wówczas zawierający „My Way” album studyjny LP Franka Sinatry, zatytułowany tak samo jak ten utwór. W Stanach Zjednoczonych piosenka „My Way” zajęła 27. miejsce na liście przebojów Billboard Hot 100 i 2. miejsce na liście Easy Listening, z kolei w Wielkiej Brytanii uplasowała się na 5. miejscu singlowej listy przebojów, ponadto ustanowiła niepobity (stan na 2010 rok) rekord najdłuższego czasu spędzonego na liście Top 40 – znajdowała się na niej 75 tygodni, między kwietniem 1969 a wrześniem 1971 roku. Spędziła dalsze 49 tygodni na liście Top 75, ale nigdy nie przebiła pozycji nr 5 osiągniętej podczas swojego pierwszego notowania na liście.
Mimo że piosenka nie odniosła wielkiego sukcesu na listach przebojów, stała się muzyczną wizytówką (signature song) Franka Sinatry, którą przez wiele lat wykonywał na różnych występach. W pewnym momencie piosenkarz zaczął wykazywać niechęć do „My Way”, czemu dał wyraz np. podczas koncertu w Royal Albert Hall w Londynie w 1984 roku, kiedy mruknął pod instrumentalnym outro: „Sam nie znoszę tej piosenki”. Jego młodsza córka Tina w udzielonym w 2000 roku wywiadzie dla programu HARDtalk telewizji BBC wyjaśniła negatywny stosunek swojego ojca do „My Way” następująco:

On zawsze uważał, że ta piosenka wyraża skoncentrowanie na sobie i nadmierne pobłażanie własnym pragnieniom ponad wszystko inne. Nie podobała mu się. Ta piosenka utkwiła w nim i nie mógł się jej pozbyć.

W 2000 roku wydanie singlowe „My Way” Franka Sinatry z 1969 roku w nakładzie Reprise Records zostało uhonorowane nagrodą Grammy Hall of Fame.

### Dane dotyczące notowań i certyfikatów
Notowania tygodniowe
| Lista (1969)                                      | Pozycja |
| ------------------------------------------------- | ------- |
| Irlandia (Top 100 Singles)                        | 4       |
| Kanada (RPM100; (RPM))                            | 29      |
| Kanada (Young Adult; (RPM))                       | 2       |
| Stany Zjednoczone (Billboard Hot 100 (Billboard)) | 27      |
| Stany Zjednoczone (Easy Listening (Billboard))    | 2       |
| Wielka Brytania (UK Singles Chart)                | 5       |

| Lista (2021)                      | Pozycja |
| --------------------------------- | ------- |
| Węgry (Single Top 40 slágerlista) | 40      |

Certyfikaty
| Region                 | Certyfikat |
| ---------------------- | ---------- |
| Hiszpania (Promusicae) | złoto      |
| Niemcy (BVMI)          | złoto      |
| Wielka Brytania (BPI)  | platyna    |
| Włochy (FIMI)          | platyna    |

## Wersje i adaptacje innych wykonawców
Oprócz Franka Sinatry utwór „My Way” nagrywało i wykonywało także wielu innych piosenkarzy. Wśród artystów, którzy postanowili stworzyć własny cover piosenki znajdują się m.in. Andy Williams (nagranie na albumie studyjnym z 1969 roku), Dorothy Squires (nagranie singlowe w 1970 roku), Dionne Warwick (nagranie singlowe w 1970 roku), Nina Simone (nagranie singlowe w 1971 roku), Tom Jones (nagranie singlowe w 1971 roku), Elvis Presley, Sid Vicious, Robbie Williams (nagranie promo w wersji live w 2001 roku) i Aretha Franklin (nagranie na albumie kompilacyjnym z 2006 roku). Także Paul Anka, mimo stwierdzenia wobec kierownictwa swojej wytwórni muzycznej, że napisał „My Way” wyłącznie dla Sinatry, nagrał swoją wersję piosenki jeszcze w tym samym roku, w którym ukazało się nagranie Sinatry. Oprócz tego Anka jeszcze pieciokrotnie wykonał „My Way” we współpracy z innymi artystami: z w 1996 roku z Gabrielem Byrnem (wykonanie to znalazło się na ścieżce dźwiękowej filmu Czas wściekłych psów), w 1998 roku z Julio Iglesiasem, w 2007 roku z Jonem Bon Jovim, w 2013 roku z Garou oraz w 2021 roku z Andreą Bocellim i Michaelem Bublé.
Utwór doczekał się też różnych polskojęzycznych adaptacji. Najpopularniejszymi są dwie z nich, zatytułowane, odpowiednio, „Moja droga”, z tekstem autorstwa Andrzeja Ozgi i „Idź swoją drogą”, do której słowa napisał Wojciech Młynarski. Pierwszą z nich wykonywał Michał Bajor, zaś drugą m.in. Jerzy Połomski, Tadeusz Woźniakowski i zespół Raz, Dwa, Trzy. Swoją wersję tego utworu mieli też Zbigniew Wodecki („Szczęście jest we mnie” ze słowami napisanymi przez Jana Jakuba Należytego), Krzysztof Krawczyk („Moja droga” ze słowami pióra Andrzeja Silskiego), Grażyna Brodzińska („Moja muzyka”), Stachursky („Żyłem jak chciałem”, gdzie autorem tekstu był sam piosenkarz) i Andrzej Dąbrowski („Bądź wierny sobie” do słów Antoniego Libery i w aranżacji muzycznej Piotra Barona).
Wśród adaptacji „My Way” w innych językach znajdują się m.in. greckojęzyczna „O Anthropos Mou” („Ο Άνθρωπός Μου”) Giannisa Poulopoulosa i hiszpańskojęzyczna „A Mi Manera” Vicente Fernándeza.

### Wersja Elvisa Presleya
Elvis Presley zaczął wykonywać piosenkę „My Way” na koncertach w I połowie lat 70. XX wieku mimo protestów swojego przyjaciela Paula Anki, który uważał, że ta piosenka do niego nie pasuje. Jak sam Anka twierdził w swoich wspomnieniach z 2013 roku, Presley zamierzał wykonywać „My Way”, gdyż „znaczyła dla niego wiele jako piosenka”, zaś gdy Anka się sprzeciwił mówiąc: „Elvis, to nie jest twój typ piosenki”, to Presley odpowiedział: „Wiem, Paulie, ale te słowa tak wiele dla mnie znaczą. Chłopaku, pewnego dnia chcę zaśpiewać tę piosenkę”. W czerwcu 1971 roku Presley nagrał niedokończoną studyjną wersję piosenki w RCA Studio B w Nashville.
W 1973 roku Presley zawarł „My Way” w repertuarze swojego słynnego transmitowanego w telewizji przez satelitę koncertu Aloha from Hawaii. Piosenkarz w 1977 roku nagrał również wersję piosenki live na potrzeby swojego programu Elvis in Concert, emitowanego w telewizji CBS. Po śmierci artysty w sierpniu 1977 roku, wersja koncertowa „My Way” została wydana jako singel winyl 7” z utworem „America” na stronie B, osiągając 22. miejsce na liście przebojów Billboard Hot 100 (wyższe niż oryginał Franka Sinatry) i 6. miejsce na liście Easy Listening. 3 października 1977 roku ukazał się zawierający piosenkę „My Way” pośmiertny album koncertowy Elvisa Presleya, Elvis in Concert.
W 1995 roku studyjna wersja „My Way” została wydana na czwartej płycie CD pięciopłytowego box setu Elvisa Presleya Walk a Mile in My Shoes: The Essential ’70s Masters.
Piosenka „My Way” w wykonaniu Elvisa Presleya znalazła się na ścieżce dźwiękowej mającego premierę w 2001 roku filmu 3000 mil do Graceland.
Certyfikaty
| Region                   | Certyfikat |
| ------------------------ | ---------- |
| Kanada (Music Canada)    | platyna    |
| Stany Zjednoczone (RIAA) | złoto      |
| Wielka Brytania (BPI)    | srebro     |

### Wersja Sida Viciousa
W 1978 roku utwór „My Way” został nagrany w punkrockowej stylistyce przez basistę brytyjskiego zespołu Sex Pistols Sida Viciousa, który przejął obowiązki wokalisty w zespole po niedawnym odejściu z niego Johnny’ego Rottena. Utwór ukazał się następnie pod szyldem Sex Pistols 30 czerwca 1978 roku w Wielkiej Brytanii na singlu winyl 7”, gdzie umiejscowiony był na stronie B; stronę A zajęła piosenka „The Biggest Blow (A Punk Prayer by Ronnie Biggs)”. „My Way” był jedną z ostatnich rzeczy nagranych przez Viciousa przed jego śmiercią w lutym 1979 roku. Już po śmierci muzyka utwór trafił na wydaną 26 lutego 1979 roku ścieżkę dźwiękową mającego premierę w 1980 roku, poświęconego zespołowi Sex Pistols filmu The Great Rock ’n’ Roll Swindle.
Tekst piosenki „My Way” został lekko zmodyfikowany przez Sida Viciousa i jego dziewczynę Nancy Spungen, którzy włączyli do niego wulgaryzmy i kpiny pod adresem Johnny’ego Rottena. Za aranżację muzyczną odpowiadał z kolei Simon Jeffes. Punkrockowa przeróbka zajęła 7. miejsce na UK Singles Chart i spotkała się zarówno z uznaniem, jak i potępieniem. Wśród przeciwników wersji Viciousa znalazła się walijska piosenkarka Dorothy Squires, która sama stworzyła własną wersję „My Way”, zaś wśród zwolenników kanadyjski piosenkarz Leonard Cohen. Cohen w wywiadzie z 1988 roku wypowiedział się na temat utworu następująco:

Nigdy nie lubiłem tej piosenki, poza momentami, gdy śpiewał ją Sid Vicious. Śpiewana prosto, w jakiś sposób pozbawia apetytu na pewien smak, który chcielibyśmy mieć na ustach. Kiedy Sid Vicious to zrobił, nadał piosence drugą stronę; pewność, samouwielbienie i codzienny heroizm wersji Sinatry zostały całkowicie rozsadzone przez ten desperacki, szalony, humorystyczny głos. Nie mogę chodzić w płaszczu i fedorze, patrzeć na swoje życie i mówić, że zrobiłem wszystko po swojemu – cóż, przez 10 minut w jakimś amerykańskim barze przy ginie z tonikiem może uda ci się uniknąć przykrych konsekwencji czegoś takiego. Ale interpretacja Sida Viciousa bierze każdego; każdy jest tak popaprany jak ona, każdy jest szalonym bohaterem swojego własnego dramatu. Ona rozsadza całą kulturę, w której może mieć miejsce taka autoprezentacja, co w mojej opinii dopełnia piosenkę.

Paul Anka, autor oryginalnego tekstu „My Way”, w 2007 roku powiedział, że „wersja Sex Pistols nieco go zdestabilizowała”, a ponadto stwierdził: „To było trochę dziwne, ale czułem, że [Sid Vicious] był szczery w tej kwestii”. Z kolei w swej autobiografii z 2013 roku napisał:

Chociaż podoba mi się sposób, w jaki Sid Vicious to zrobił, to na początku myślałem, że po prostu wyśmiewa się z piosenki. Na początku się nabija, ale potem w to wchodzi, zaczyna się w to angażować… To tak, jakby piosenka w połowie sięgnęła i złapała go za stopę. Sid włożył siebie w tę piosenkę i naprawdę zrobił to po swojemu... Byłem zadowolony słysząc, że to go w jakiś sposób dotknęło, że chciał złożyć takie oświadczenie, a jednocześnie mnie to rozbawiło. Schlebiało mi, że punkowiec taki jak Sid chciał zrobić „My Way”, ktoś, kto tkwił w muzyce zupełnie innej niż moja.

W mającym premierę w 1986 roku filmie Sid i Nancy jest scena, w której wcielający się w rolę Sida Viciousa Gary Oldman wykonuje jego wersję „My Way”.
Utwór „My Way” w wykonaniu Sida Viciousa znalazł się na ścieżce dźwiękowej filmu z 1990 roku Chłopcy z ferajny (jest odtwarzany podczas napisów końcowych).

## Publiczne wykorzystanie
Piosenka „My Way” jest śpiewana z perspektywy osoby, która wspomina swoje życie, prawdopodobnie pod jego koniec. W związku z tym zyskała popularność jako oprawa muzyczna pogrzebów. Badanie przeprowadzone w 2005 roku przez Co-Operative Funeralcare wykazało, że „My Way” znajduje się na szczycie listy piosenek najczęściej wybieranych do odegrania na pogrzebach w Wielkiej Brytanii. „My Way” była grana m.in. na pogrzebach Nipseya Hussle’a i Aleksieja Nawalnego.
„My Way” jest często wykorzystywana w karaoke, a z jej wykonywaniem w ten sposób wiążą się liczne zabójstwa, tzw. „zabójstwa My Way” (My Way killings), przede wszystkim na Filipinach, gdzie karaoke jest bardzo popularną rozrywką. Raport z 2010 roku, opublikowany przez dziennik „The New York Times”, szacował, że w ciągu dekady co najmniej 12 osób zostało zabitych po śpiewaniu tej piosenki w barach karaoke – jedni zostali zabici za fałszowanie, inni za zbyt długie zajmowanie mikrofonu, a jeszcze inni za śpiewanie piosenki w kółko przez wiele godzin bez przerwy. Znane są też przypadki wywoływanych wykonywaniem w ramach karaoke „My Way”, napędzanych nadmiernie spożywanym alkoholem bójek, które czasem kończą się śmiercią. Niektórzy krytycy i socjolodzy twierdzą, że „triumfalistyczna” brawura „My Way” w połączeniu z alkoholem tworzy wyjątkowo wybuchową sytuację, z kolei właściciel szkoły śpiewu w Manili w wywiadzie dla portalu HuffPost z 2010 roku rozwinął niniejsze stwierdzenie, wyjaśniając, że tekst piosenki „wywołuje u śpiewającego poczucie dumy i arogancji, przekonanie o byciu kimś, gdy tak naprawdę jest się nikim. To coś, co maskuje własne porażki. Dlatego prowadzi to do konfliktów.”. Z powodu takiego oddziaływania „My Way” wiele filipińskich barów karaoke usunęło piosenkę ze swoich repertuarów.
Piosenka nie pozostała także wolna od wykorzystania w świecie polityki. W 1989 roku do piosenki w wykonaniu Franka Sinatry nawiązał rzecznik Ministerstwa Spraw Zagranicznych Związku Radzieckiego Giennadij Gierasimow, mówiąc o zgodzie Związku Radzieckiego na uniezależnienie się od niego pozostałych państw Układu Warszawskiego. Podczas ówczesnej wizyty w programie Good Morning America telewizji ABC stwierdził: „Mamy teraz doktrynę Sinatry. On śpiewał taką piosenkę: „(I Did It) My Way”. Więc każdy kraj sam decyduje, jaką drogę wybrać.”. „My Way” była ulubioną piosenką prezydenta Jugosławii Slobodana Miloševicia, który często odtwarzał ją głośno w swojej celi podczas procesu przed Międzynarodowym Trybunałem Karnym za zbrodnie przeciwko ludzkości w 2002 roku. Ustępujący kanclerz Niemiec Gerhard Schröder poprosił o odegranie przez orkiestrę wojskową „My Way” jako formę pożegnania przed kanclerską inauguracją Angeli Merkel w 2005 roku, zaś Donald Trump wybrał tę piosenkę jako muzyczne tło do pierwszego tańca z małżonką na balu podczas rozpoczęcia amerykańskiej prezydentury w 2017 roku – ostatecznie Trumpowie zatańczyli do niej swój drugi taniec.